# Mound Builders

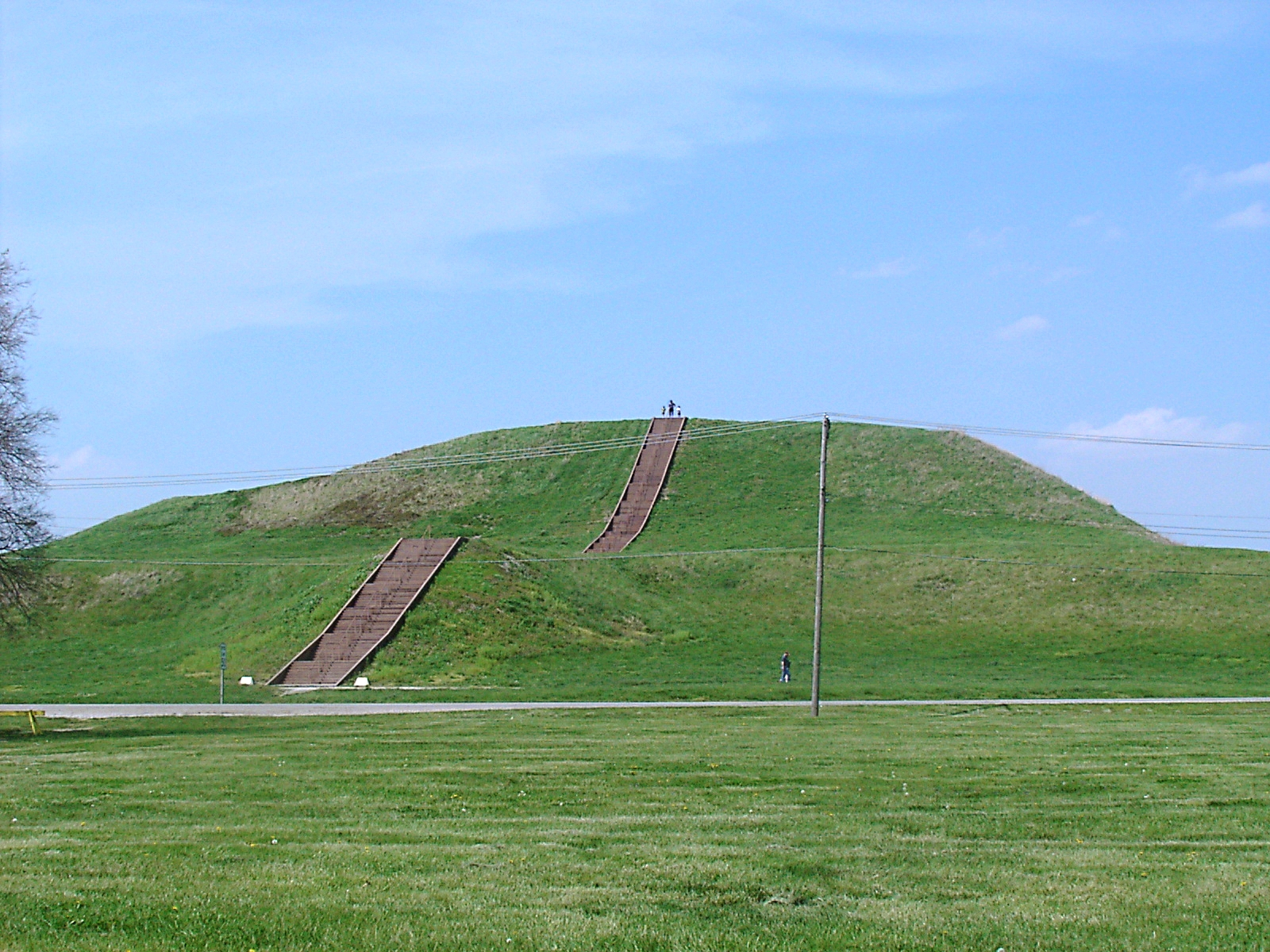
Monks Mound, gebouwd ca. 950 - 1100, gelegen in de Cahokia-site bij Collinsville, Illinois, is het grootste precolumbiaanse aarden bouwwerk ten noorden van Midden-Amerika.

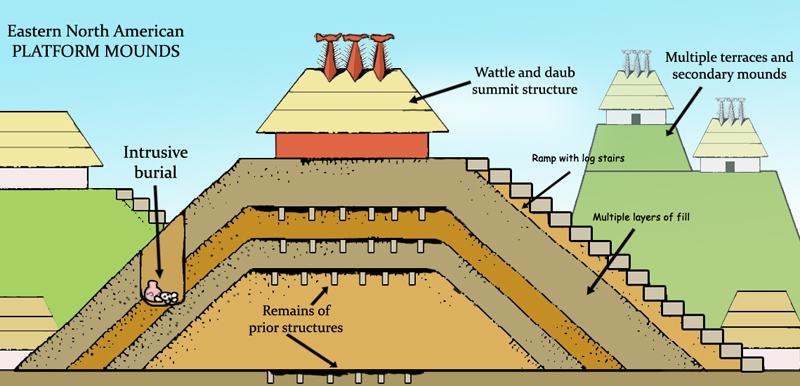
een diagram van een 'platform mound' die uit meerdere lagen bestaat

Mound Builders is de verzamelnaam voor verschillende volken en culturen, die Noord-Amerika bewoonden en gedurende 5000 jaar om religieuze of ceremoniële redenen verschillende vormen van aardwerken, zogenaamde 'mounds', oprichtten.
Onder die culturen waren de precolumbiaanse culturen van de Archaïsche periode, de Woodland-periode (Caloosahatchee, Adena en Hopewell-culturen) en de Mississippi-periode, te dateren van grofweg 3500 v.Chr. tot de 16e eeuw (toen ingevoerde Europese ziekten in de vorm van epidemieën een verwoestend einde hieraan maakte), in de gebieden van de Grote Meren, de Ohio en de Mississippi.
Een grote meerderheid van de immense, prehistorische structuren van de Mississippivallei bestaan niet meer. Geschat wordt dat sinds de Europese verovering 90% gedeeltelijk of geheel verdwenen is.

## Ontwikkeling

### Oude sites
In 2012 hebben archeologen, ondanks de verwoesting van oude sites, 97 overgebleven sites met mounds en aardwerken in de Lagere Mississippivallei vastgesteld. Hiervan zijn er weinig radiometrisch gedateerd, maar de 16 die wel op deze manier zijn gedateerd, met samen een totaal aan 53 mounds en 13 causeways, zijn allemaal meer dan 4700 jaar oud. Daarmee wordt, volgens Joe Sanders (gestorven in 2017), voormalig regionaal archeoloog en professor van aardwetenschappen aan de Universiteit van Louisiana, het bestaan van mound-building in de Middel-Archaïsche periode niet langer betwijfeld. In Louisiana:
- De Banana Bayou Mounds en LSU Mounds (op het terrein van de Louisiana State University) dateren van ca. 2700 v.Chr.
- Watson Brake kan rond 3590 v.Chr. zijn begonnen, maar andere dateringen geven 3400-3300 v.Chr.
- Caney Mounds tussen 3600 en 3000 v.Chr.
- Frenchman's Bend van 3570 v.Chr. of 4610 v.Chr. voor een opgegraven haard.
- Hedgepeth Mounds, waarvan de vroegste datering is van 4930 v.Chr.
- Monte Sano, 4240 v.Chr. of 5030-5500 v.Chr.
- Conly tussen 7.500 en 8.000 jaar geleden.

Van de opgraving van Watson Brake werd verslag gedaan door Saunders, A Mound Complex in Louisiana at 5400-5000 Years Before the Present in Science (1997) en dit veranderde het beeld dat archeologen van het verleden hadden: samenlevingen van jager-verzamelaars bleken, in tegenstelling tot wat eerder werd gedacht, wél capabel om complexe, grootschalige constructies te bouwen. 'De mensen die de bouw van Watson Brake leidden ... hadden een gevorderde kennis van de zonne- en waarschijnlijk ook van de maancycli, en ze gebruikten deze kennis om hun sites te ontwerpen en uit te voeren.'

### Hiaten
Tussen ca. 2700 v.Chr en 1700 v.Chr. stopte mound-building. Poverty Point floreerde ca. 600 jaar (1700-1100 v.Chr.) en dan lijkt er weer een hiaat te zijn van 800 jaar. Daarna kwamen de mounds van de Hopewell en Mississippi. Met de komst van de Europese veroveraars kwam het bouwen definitief tot een eind.
Enige andere voorbeelden van mounds zijn:
- Serpent Mound, Ohio
- Newark Earthworks, Ohio
- High Bank Earthworks, (Chillicothe Earthworks), Ohio
- Miamisburg Mound, Montgomery County, Ohio
- Grave Creek Mound, Moundsville, West Virginia
- Cresap Mound, noord West Virginia
- Dover Mound, Kentucky
- Marietta Earthworks, Washington County, Ohio
- Beehive Stone Mounds, Patterson, North Carolina
- Moundville Archaeological Site, Alabama
- Spiro Mound, Oklahoma
- Cahokia, Illinois
- Aztalan, Wisconsin
- Etowah Mounds, Carterville, Georgia
- Great Smith Mound, West Virginia
- Poverty Point, Louisiana

## Mythologie

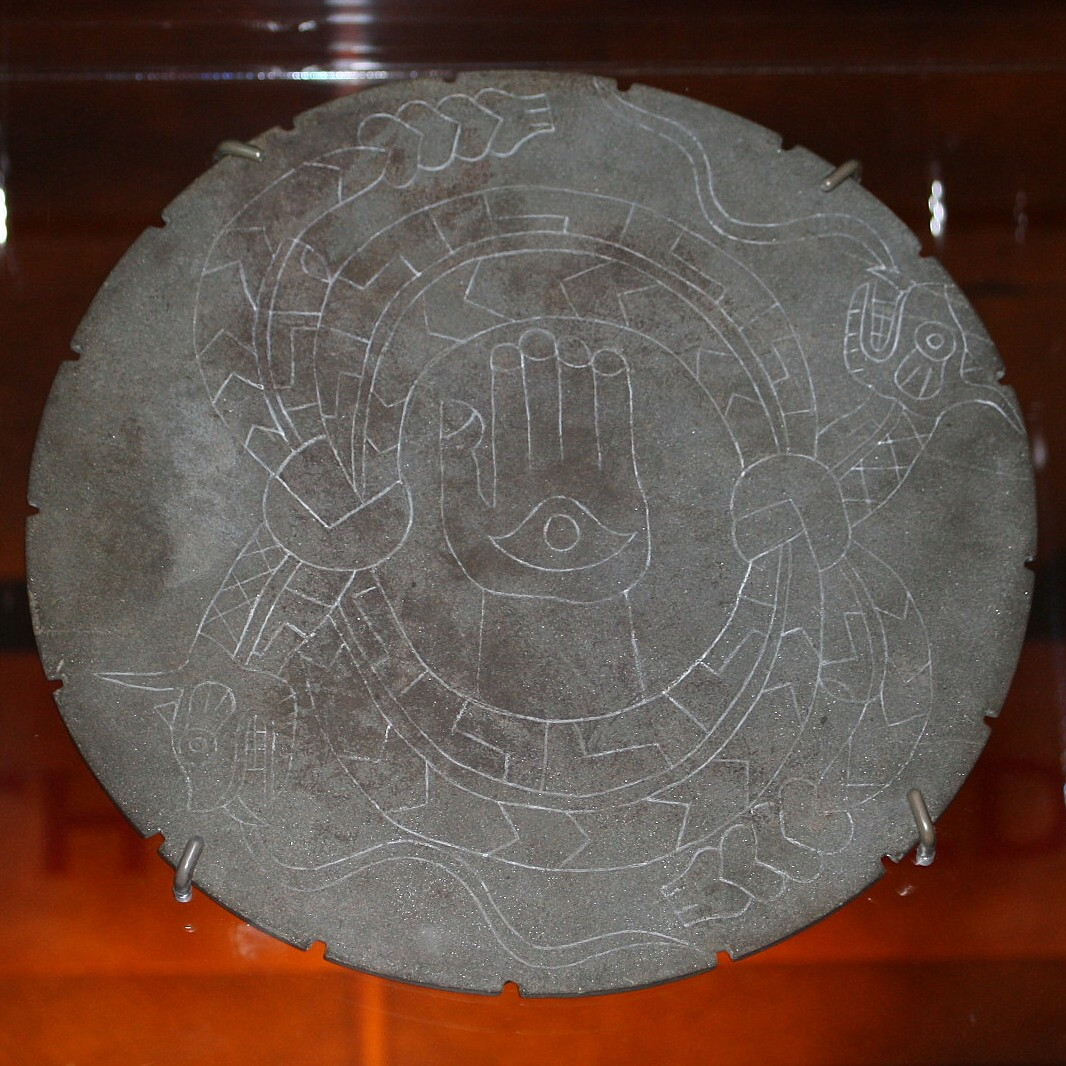
Rattlesnake Disk, gegraveerde stenen palet uit de Archeologische site Moundville met twee gehoornde ratelslangen en in het midden een 'oog' in een hand.

De Rattlesnake Disk uit de archeologische site Moundville (11e-16e eeuw), aan de Black Warrior River in Hale County, bij Tuscaloosa, Alabama, laat een 'hand en oog' motief zien, dat mogelijk het sterrenbeeld Orion weergeeft. Het 'oog' is een opening met een ster in het centrum. De combinatie van hand en oog heeft te maken met het begin van de reis van de ziel van de overledene, die bij Orion de Melkweg binnengaat.
Volgens professor George Lankford, een internationaal erkende autoriteit op het gebied van "Native American" folklore, antropologie, religieuze studies en etnologische geschiedenis, was er 'een oude Noord Amerikaanse internationale religie...een gemeenschappelijke ethnoastronomy...en een gemeenschappelijke mythologie.'

## Historische misvattingen

### Verslagen van grafvondsten en reuzen
Het Smithsonian Instituut werd in 1864 opgericht. Het instituut hield het overzicht op de prehistorische mounds en alles wat daaruit werd opgegraven. In 1882 werd Cyrus Thomas directeur van de 'afdeling voor Mound-onderzoek'. Veldwerkers werden het hele land doorgestuurd om data, artefacten, schedels en skeletten te verzamelen om in het Smithsonian te onderzoeken en tentoon te stellen.
Uit de Smithsonian reports (etnologische archieven van het Smithsonian Instituut in Washington D.C.) blijkt dat er duizenden artefacten zijn gevonden en talloze skeletten. In de 19e eeuw deden naast de verslagen van het instituut ook verschillende krantenberichten melding van de vondst van reusachtige skeletten. De indianen kenden talloze overleveringen over lange voorouders en zelfs hen vijandig gezinde kannibalistische reuzen, zoals de Si-Te-Cah. In het spoor van Helena Blavatsky, die de vondsten oppikte in Isis Ontsluierd (1877), geloofden veel blanke Amerikanen dat het om de bijbelse reuzen uit Genesis ging.
De stroom aan vondsten was het resultaat van hoaxes, verkeerde metingen en niet-herkende mammoetbeenderen. Hoewel Aleš Hrdlička, de directeur van de antropologische afdeling van het Smithsonian Instituut, in 1931 nog eens bevestigde dat er geen reuzen waren, werden ook nadien nog zogezegde reuzenschedels ingestuurd, bijvoorbeeld door de rechter W.J. Graham in 1937.
Met de komst van het verdrag NAGPRA (Native American Graves Protection and Repatriation Act) in 1990 kregen indianen de stoffelijk overschotten van hun voorouders terug. Ze werden door hen herbegraven.

### Mound Builder-mythe
In de 18e en 19e eeuw was het een populaire zienswijze onder blanke Amerikanen dat de mounds gebouwd waren door een uitgemoord of verdwenen blank ras, dat vóór de inheemse bevolking het land zou hebben bewoond. President Andrew Jackson beriep zich hierop om de Indian Removal Act van 1830 te rechtvaardigen. De archeologische wetenschap kwam geleidelijk tot de conclusie dat een dergelijk ras niet had bestaan en dat de mounds het werk waren van de voorouders van de Indianen. Doorslaggevend was het rapport van het Bureau of Ethnology aan het Smithsonian Institute (1891).
- Library of Congress Control Number: sh85087713
- Nationale Bibliotheek van Israël: 987007548310905171